# Crook (Durham)
Pour les articles homonymes, voir Crook.
Crook est une ville d'Angleterre, située dans le comté de Durham. Ses houillères ont fait sa prospérité au XIXe siècle.

## Vue d'ensemble
Le centre de Crook, une zone patrimoniale, propose une variété de boutiques avec le marché qui se tient le mardi et quelques étals présents le samedi. 
Cook compte deux églises importantes, Sainte-Catherine située en centre ville et Notre-Dame Immaculée et Saint-Cuthbert sur Church Hill. 
Au sommet des collines, à l'est, se trouve le Crook Golf Club.

## Écoles
La « Primary School » à Crook est l’école partenaire de Comenius depuis octobre 2011. La Grund- und Mittelschule à Altomünster (Bavière) et l’école primaire de Flesselles (France) sont déclarées comme partenaires d’école. Le sujet "Healthy Active Citizens Across Europe" est choisi comme programme.

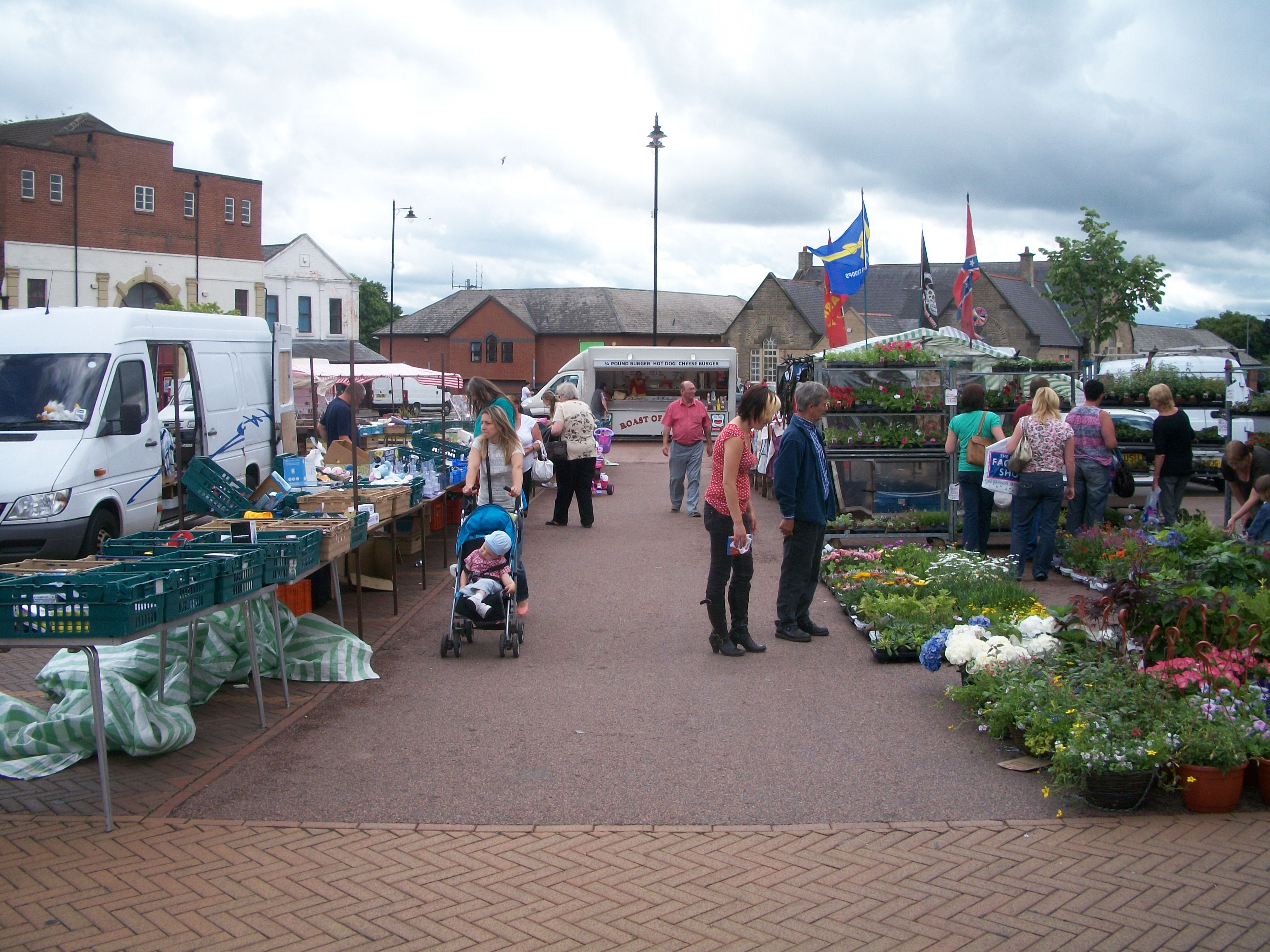
Crook Market.
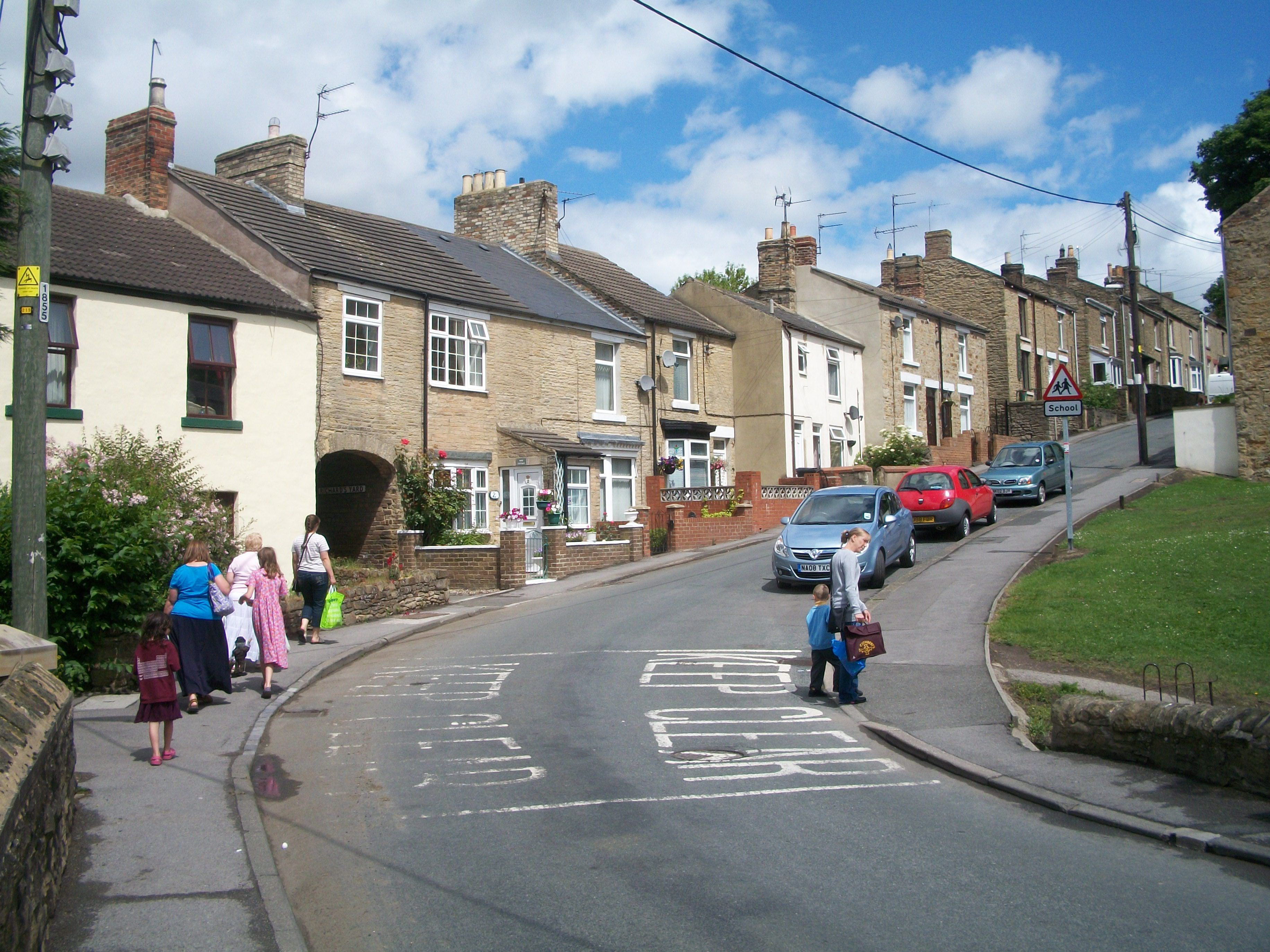
Vue vers Church Hill.
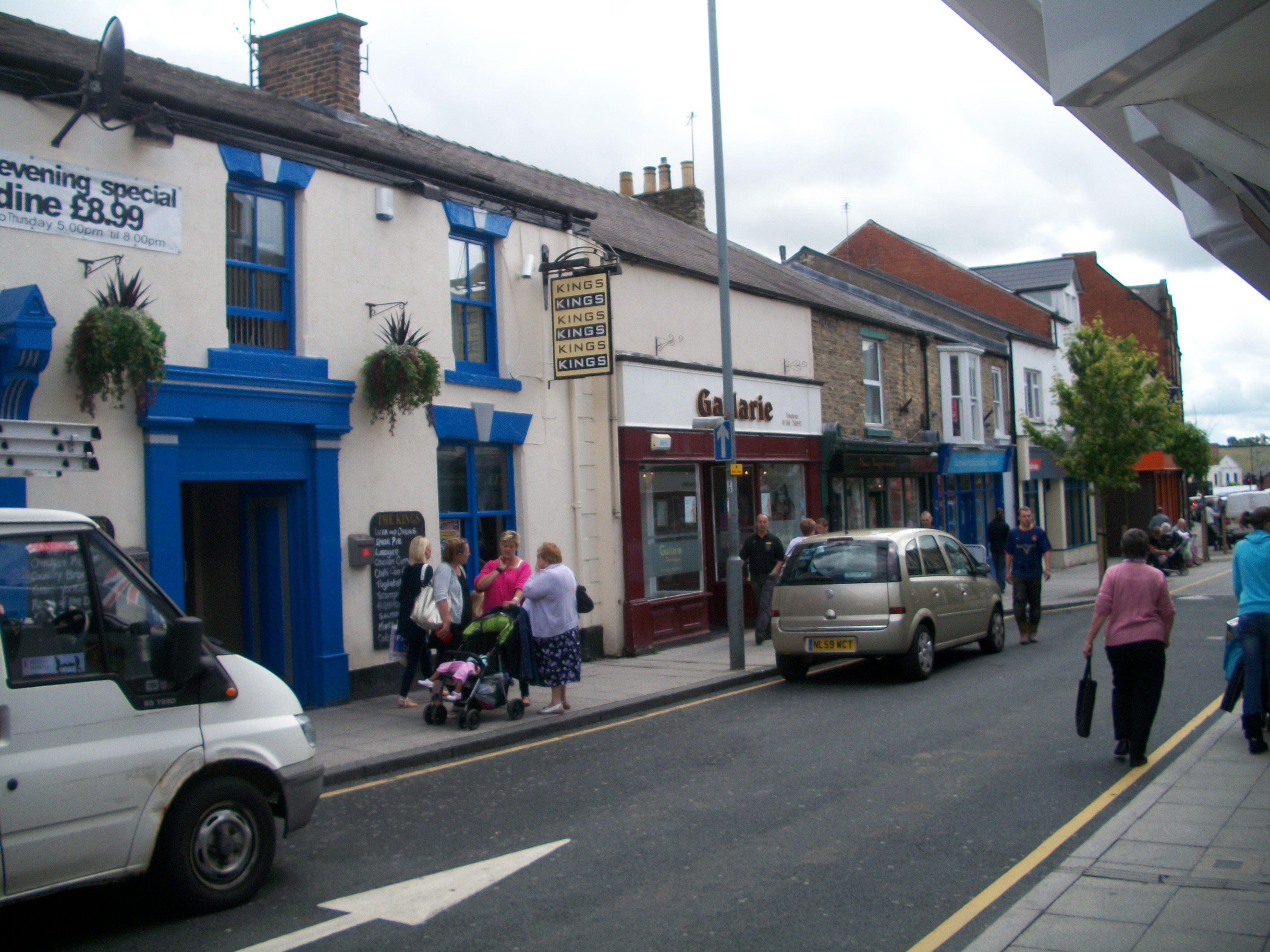
Magasins de Hope Street.
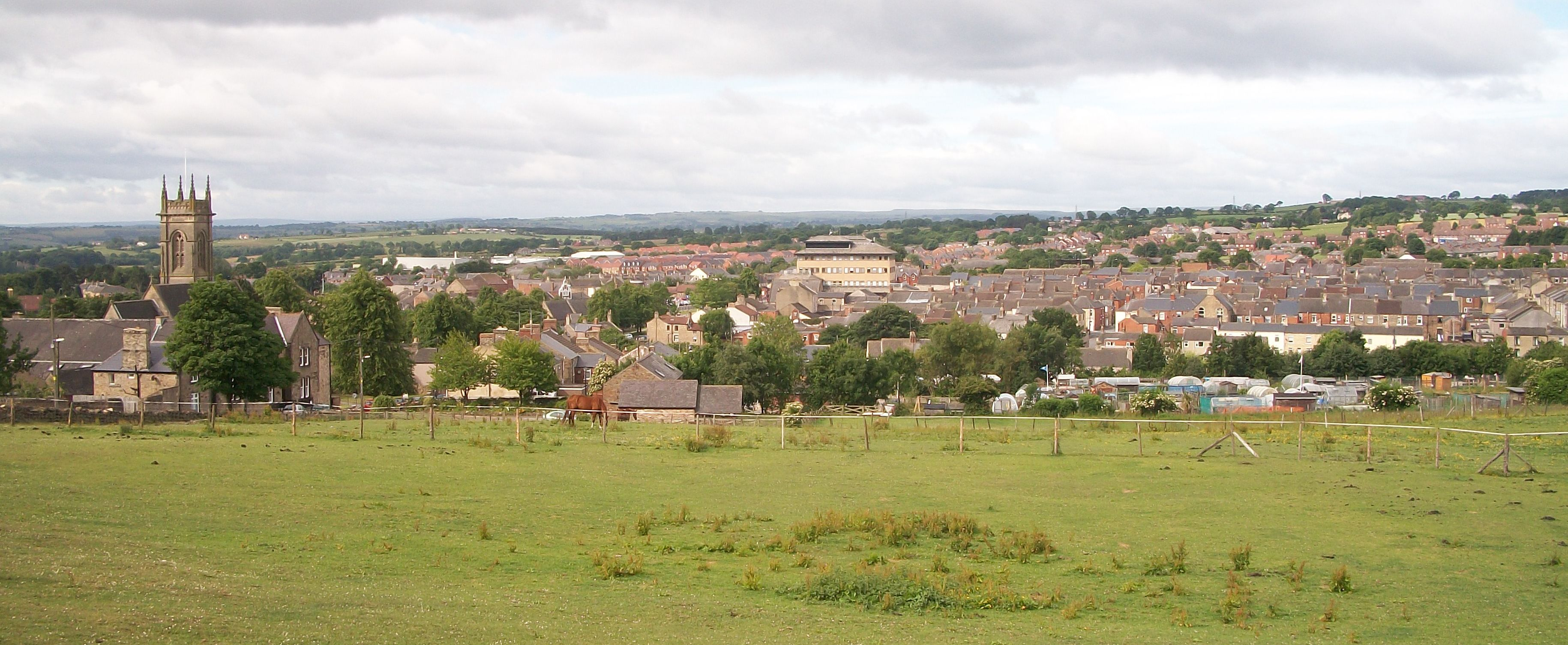
Vue de Crook.

## Personnalités liées à la ville
- Jack Alderson (1891-1972), homfootballeur, y est né ;
- Jack Greenwell (1884-1942), footballeur et entraîneur, y est né ;
- Bill Rowe (1931-1992), ingénieur du son, y est né.